# Francisco Carmona
Francisco Javier Carmona y Lara (c.1790- 24 de febrero de 1853) fue un militar y político venezolano, nacido en Cumaná, hijo de Jaime Pedro de Carmona y Catalina de Lara y de la Planche. Fue asesinado en su casa en 1853.

## Biografía
Combatió de 1813 a 1814 junto a Santiago Mariño, destacándose en la expedición de Chacachacare. Posteriormente sirvió en las batallas de El Salado, Los Magüeyes, Urica y Maturín. En 1817 servía en la guerrilla llanera de José Tadeo Monagas y fue comandante de la guardia de caballería del general Manuel Piar y luchó en San Félix y El Juncal. Cuando Manuel Cedeño arrestó a Piar en Aragua de Maturín, reconoció la autoridad de Cedeño. Al año siguiente luchó con el general José Francisco Bermúdez y luego estuvo en la campaña de Apure de 1819, destacando como coronel jefe de una de las divisiones de llaneros en la batalla de Las Queseras del Medio. En 1820 luchó en Ocaña y Santa Marta. Volvió a Venezuela en 1824 y dos años después es ascendido a brigadier. Acompañó a José Antonio Páez en La Cosiata y volvió a Nueva Granada. Durante la Guerra de los Supremos fue uno de los jefes rebeldes y resultó vencido por el general Tomás Cipriano de Mosquera en la batalla de Tescua (1841), Carmona fue uno de los últimos supremos en hacer resistencia.En el ejército de Carmona encontramos a personajes que harían vida en el futuro acontecer político de la Nueva Granada, como lo fueron unos jóvenes Rafael Nuñez y Manuel Murillo Toro.
En 1843 vuelve a Venezuela y se casa con Francisca Rivero. En la guerra civil venezolana de 1848-1849 lucha contra José Antonio Páez inicialmente, aunque se le une poco después, por lo que es desterrado a Ciénaga.El presidente José Tadeo Monagas no quería dejarlo salir del país para enjuiciarlo: «De ningún modo le den pasaporte al General Carmona para que salga de Venezuela, puesto que estoy haciéndolo encausar».
Para el 23 de enero de 1852, el Obispo de Cartagena, Pedro Antonio Torres, quien fuera capellan del Libertador, solicita al Congreso neogranadino el reintegro de la pensión militar para Carmona, en esta petición reseña los hechos más importantes de la vida de Carmona durante la guerra de Independencia, el papel esta firmado por otros ciudadanos de renombre en la política del país, como Juan José Nieto y Joaquín Posada Gutiérrez.

## Asesinato
Francisco Carmona fue asesinado por matones en su casa en la Ciénaga de Santa Marta mientras trataba de defenderse solo y usando un palo de cerca el 24 de febrero de 1853. Miguel Mújica, quien fue amigo de José Antonio Páez y sostenedor de su dictadura durante la guerra federal, describía en su exilió en Barranquilla como el General Carmona se batió valerosamente contra los asesinos:
«la turba rompe el candado que cierra la puerta donde vivía el bravo General; lo descubren en ella, y se abalanzan sobre él, quien valientemente los rechaza, y comienza un combate de uno contra seiscientos. Más de tres veces venció el General Carmona, y a siete de los de la turba hirió con su espada, hasta que no pudo más y cayó al suelo donde recibió 57 machetazos que lo hicieron picadillo».